# Euploea bioculata
Euploea bioculata är en fjärilsart som beskrevs av Hans Fruhstorfer 1910. Euploea bioculata ingår i släktet Euploea och familjen praktfjärilar. Inga underarter finns listade i Catalogue of Life.